# Мосеево (Мосеевское сельское поселение)
Мосеево — деревня в Тотемском районе Вологодской области. Административный центр Мосеевского сельского поселения.
С точки зрения административно-территориального деления — центр Мосеевского сельсовета.
Расстояние по автодороге до районного центра Тотьмы — 26 км. Ближайшие населённые пункты — Великий Двор, Горка, Зыков Конец, Кондратьевская, Холкин Конец, Часовное.
По переписи 2002 года население — 288 человек (135 мужчин, 153 женщины). Преобладающая национальность — русские (90 %).